# Мойдерслот
„Мойдерслот“ (на нидерландски: Muiderslot, [ˌmœydərˈslɔt]) е замък в Мойден, Нидерландия.
Разположен е при вливането на Вехт, един от ръкавите в делтата на Рейн, в езерото Еймер, на 12 километра източно от центъра на Амстердам. Основан е през 1280 година от графа на Холандия Флорис V, а днес е превърнат в исторически музей.